# Лиепиньш, Янис (художник)
Янис Карлович Лиепиньш (латыш. Jānis Liepiņš; 8 августа 1894 — 2 сентября 1964) — латвийский художник. Народный художник Латвийской ССР.

## Биография
Янис Лиепиньш родился 6 августа 1894 года в Риге, в семье железнодорожника.
Учился в Художественной студии Юлия Мадерниека (1910—1911), Казанской художественной школе (1911—1913), в студии Михаила Бернштейна в Петрограде (1913—1917).
В 1918 году вернулся в Латвию. Работал помощником декоратора в Латвийском Национальном театре и Латвийской Национальной опере (1920—1922), педагогом (1940—1941, 1944—1950), руководителем второй предметной мастерской (1940—1941), руководителем мастерской станковой живописи Латвийской государственной академии художеств (1944—1950); профессор (1946).
Участвовал в работе Рижской группы художников (1921—1940). Награждался премией Латвийского фонда культуры (1930 и 1934). Член Союза художников Латвии (с 1945). Народный художник Латвийской ССР (1964).
Умер 2 сентября 1964 года в Риге, похоронен на Лесном кладбище.

## Творчество
Принимал участие в выставках с 1935 года. В раннем периоде испытал влияние кубизма, фовизма и русских модернистских школ. В дальнейшем работал в стилистике, близкой к бельгийской художественной школе. С 1920-х годов главной темой в его творчестве становится жизнь латышских рыбаков, она находит отражение в жанровых пейзажах, натюрмортах и портретах написанных в это время.
Наиболее известные работы: «Натюрморт с белой кружкой» (около 1923), «Корчма» (1929), «Автопортрет с трубкой» (1931), «Рыночное кафе на набережной Даугавы» (1932), «Рыбный порт» (1934), «Лодка» (1936), «Натюрморт с рыбой» (1936), «Поздние гости» (1937), «Жёны рыбаков» (1938).